# Hérisson (België)
Hérisson is een gehucht in de Belgische provincie Namen. Het plaatsje ligt in Orchimont, een deelgemeente van Vresse-sur-Semois. Hérisson ligt in een bosrijke omgeving langs de weg van Nafraiture en Orchimont naar Bohan (N973), vlak bij de Franse grens. Enkele honderden meter zuidelijker, langs dezelfde weg, ligt het gehuchtje Hérissart in Bohan.

## Bezienswaardigheden
- De kapel, gewijd aan de Onbevlekte Ontvangenis werd gebouwd in de tweede helft van de 19de eeuw.

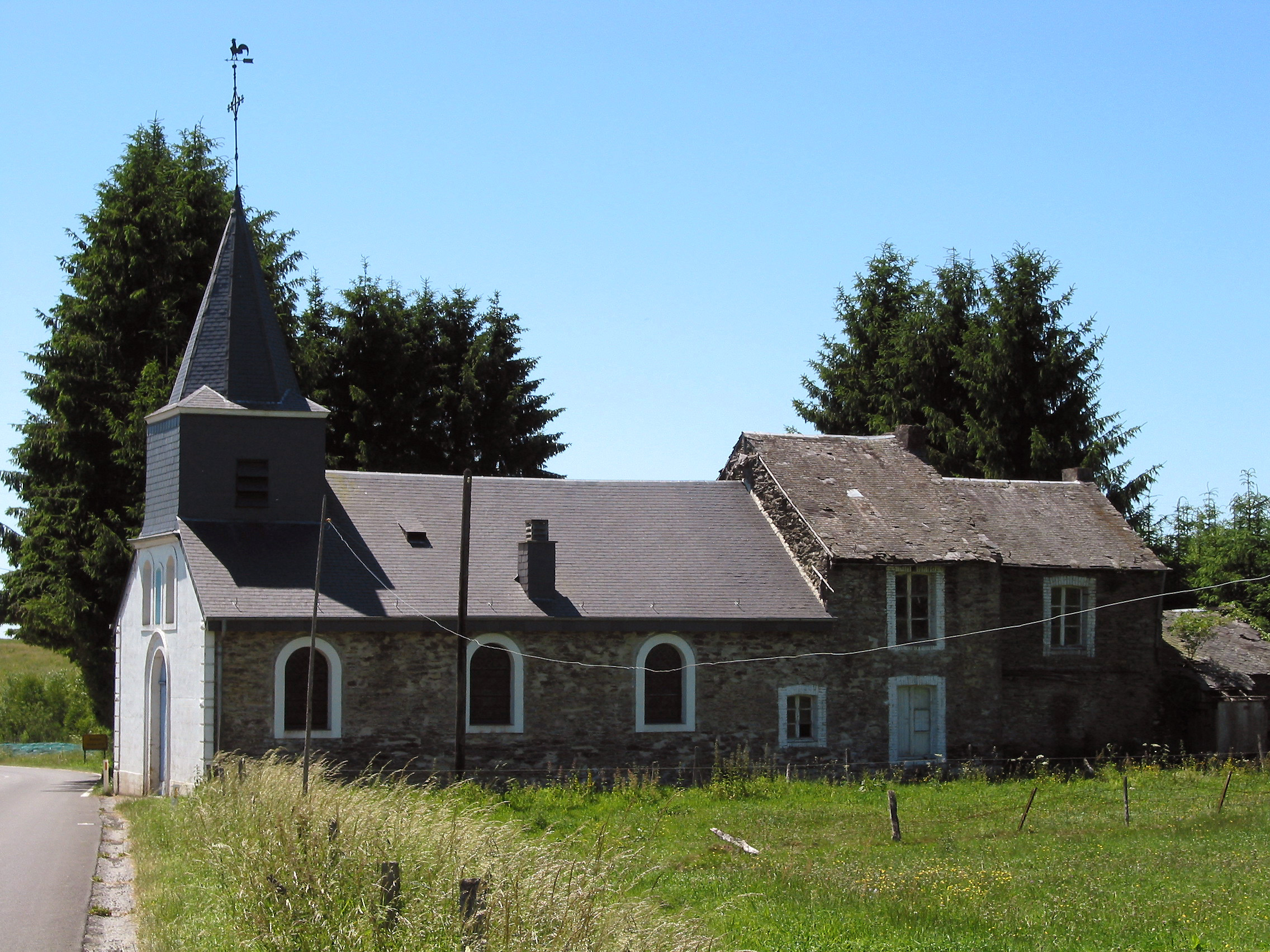
Kapel van Hérisson

Deelgemeenten: Alle · Bagimont · Bohan · Chairière · Laforêt · Membre · Mouzaive · Nafraiture · Orchimont · Pussemange · Sugny · Vresse

Overige kern: Hérisson

Belgische gemeenten · arrondissement Dinant · provincie Namen · Wallonië